# 魯廣達
魯廣達（531年—589年），字遍覽，扶風郿縣人，南梁、南陳官员。
魯廣達的祖父是南齊通直散騎常侍、安遠將軍、衡州刺史、陽塘侯魯斐，父親南梁雲麾將軍、新蔡義陽二郡太守魯益之，兄長是安左將軍、江州刺史、彭澤縣侯魯悉達。他年少充滿正氣，立志建立功名，虛心愛護士人，很多客人自遠道投靠。當時長江以南的將帥各自有私兵，數以千計，魯氏家族的特別多。他自釋褐擔任南梁邵陵王蕭綸的國右常侍，轉遷平南當陽公府中兵參軍。侯景之亂時，他和兄長魯悉達聚眾保衛新蔡。到梁元帝承制，獲授假節、壯武將軍、晉州刺史。王僧辯討伐侯景，魯廣達出境應接，資給軍糧，王僧辯對沈炯說：「魯晉州也是王師的東道主。」並跟隨王僧辯。侯景被平定，魯廣達加官員外散騎常侍，其餘依舊。
陳霸先受禪建立南陳，授魯廣達為征遠將軍、東海太守，不久轉徙為桂陽太守，但他辭讓不拜任，入朝為員外散騎常侍、授官假節、信武將軍、北新蔡太守。他隨吳明徹於臨川討伐周迪，戰功最多，又代兄長魯悉達為吳州刺史，封中宿縣侯，食邑五百戶。光大元年（567年），魯廣達獲任命為通直散騎常侍、都督南豫州諸軍事、南豫州刺史。華皎在上流舉兵，朝廷下詔司空淳量率官軍征伐。官軍到夏口，華皎的水軍強盛，於是不敢前進；魯廣達身先士卒，直接衝向敵軍。兩軍戰艦交接，他憤怒地大叫登上船上鼓勵士兵；其時風向轉變，他失足跌入水，溺水一會才獲救。平定華皎後，他獲授持節、智武將軍、都督巴州諸軍事、巴州刺史。
太建初年，他與儀同三司章昭達進入峽口，平定安蜀等州鎮，其時周氏圖謀江東，在蜀地大肆建造舟艦，亦運送糧食青泥，魯廣達和錢道戢等將領偷襲縱火燒毀這些物資，因此以功增封到二千戶，回歸本鎮。他為政簡單，誠心相待下屬，人民安逸。到任期屆滿，人民都上表留任，於是再留任二年。太建五年（573年）南陳北伐，南陳軍隊奪取淮南舊地，魯廣達於大峴與北齊軍隊交戰，他打敗北齊軍隊，斬殺敷城王張元範，俘虜很多物資；十一月攻克北徐州後，朝廷封授他為都督北徐州諸軍事、北徐州刺史，很快加散騎常侍，入朝為右衛將軍。太建八年（576年），魯廣達外任北兗州刺史，轉為晉州刺史。兩年後（578年），他獲授使持節、都督合霍二州諸軍事，進號仁威將軍、合州刺史。太建十一年（579年），北周將領梁士彥發包圍壽春，朝廷下詔遣派中領軍樊毅、左衛將軍任忠等人分開攻佔陽平、秦郡，而魯廣達率軍入淮夹击敌人。周軍攻陷豫州及霍州，南豫州、北兗州、晉州等失守，淮南之地都失去了，他亦因此被免官。次年（580年），魯廣達與豫州刺史樊毅再次北伐，攻陷郭默城，不久授與他使持節、平西將軍、都督郢州以上十州諸軍事，率領四萬舟師治江夏。北周的安州總管元景山入侵江外，他命令協助作戰的部隊擊退周軍。
陳後主即位，魯廣達入朝為安左將軍，很快改授平南將軍、南豫州刺史。至德二年（584年）正月，授安南將軍，徵拜為侍中，又擔任安左將軍，改封綏越郡公，食邑依舊，禎明二年六月任職中領軍。賀若弼攻入鍾山，他率軍在白土崗南邊設置兵陣，和賀若弼旗鼓相對；魯廣達親自督戰，手執鼓槌，督促士兵向前，到隋軍退走，廣達追逐到北至營，死傷許多士兵。後來賀若弼打敗南陳的將領，乘勝攻入建康宮城，燒毀北掖門，他依然監督剩下的士兵奮戰到底，斬獲數百人。日落後，他脫下軍服，向臺拜首和哭泣，對各士兵說：「我不能救國，負罪十分重。」士兵都皆哭泣嘆息，於是被擒獲。禎明三年（589年），他依例進入隋朝。他為國家被滅亡而悲傷，生病不治，感慨而逝世，虛歲五十九。尚書令江總撫摸他的靈柩痛哭，在他的棺材頭寫詩：「黃泉雖抱恨，白日自流名，悲君感義死，不作負恩生。」又為他寫下墓誌銘。當初隋朝將領韓擒虎過江，魯廣達長子魯世真在新蔡，與弟弟魯世雄及部下向韓擒虎投誠，並遣使向父親招降。他當時在京師駐兵，就向廷尉彈劾自己請罪；陳後主說：「魯世真雖然走上不同的路，但你仍然是國家的重臣，我的依賴。怎可以等同有嫌疑呢？」加賜黃金給他，讓他即日回到營地。

## 引用
1. 1 2  《陳書·卷十三·列傳第七》：魯悉達字志通，扶風郿人也。祖斐，齊通直散騎常侍、安遠將軍、衡州刺史，陽塘侯。父益之，梁雲麾將軍、新蔡義陽二郡太守。……弟廣達……
2. 1 2  《陳書·卷三十一·列傳第二十五》：魯廣達字遍覽，吳州刺史悉達之弟也。少慷慨，志立功名，虛心愛士，賓客或自遠而至。時江表將帥，各領部曲，動以千數，而魯氏尤多。釋褐梁邵陵王國右常侍，遷平南當陽公府中兵參軍。侯景之亂，與兄悉達聚眾保新蔡。梁元帝承制，授假節、壯武將軍、晉州刺史。王僧辯之討侯景也，廣達出境候接，資奉軍儲，僧辯謂沈炯曰：「魯晉州亦是王師東道主人。」仍率眾隨僧辯。景平，加員外散騎常侍，餘如故。
3. 1 2  《南史·卷六十七·列傳五十七》：廣達字遍覽，少慷慨，志立功名，虛心愛士，賓客自遠而至。時江表將帥各領部曲，動以千數，而魯氏尤為多。仕梁為平南當陽公府中兵參軍。侯景之亂，與兄悉達聚眾保新蔡。梁元帝承制授晉州刺史。王僧辯之討侯景，廣達出境候接，資奉軍儲。僧辯謂沈炯曰：「魯晉州亦是王師東道主人。」仍率眾隨僧辯。景平，加員外散騎常侍。
4. ↑  《陳書·卷三十一·列傳第二十五》：高祖受禪，授征遠將軍、東海太守。尋徙為桂陽太守，固辭不拜，入為員外散騎常侍。除假節、信武將軍、北新蔡太守。隨吳明徹討周迪於臨川，每戰功居最。仍代兄悉達為吳州刺史，封中宿縣侯，邑五百戶。光大元年，授通直散騎常侍、都督南豫州諸軍事、南豫州刺史。華皎稱兵上流，詔司空淳于量率眾軍進討。軍至夏口，皎舟師彊盛，莫敢進者，廣達首率驍勇，直衝賊軍。戰艦既交，廣達憤怒大呼，登艦樓，獎勵士卒，風急艦轉，樓搖動，廣達足跌墮水，沈溺久之，因救獲免。皎平，授持節、智武將軍、都督巴州諸軍事、巴州刺史。
5. ↑  《南史·卷六十七·列傳五十七》：陳武受禪，授東海太守。後代兄悉達為吳州刺史，封中宿縣侯。光大元年，遷南豫州刺史。華皎稱兵上流，詔司空淳於量進討。軍至夏口，見皎舟師強盛，莫敢進。廣達首率驍勇，直沖賊軍。廣達墮水，沈溺久之，因救獲免。皎平，授巴州刺史。
6. ↑  《陳書·卷三十一·列傳第二十五》：太建初，與儀同章昭達入峽口，拓定安蜀等諸州鎮。時周氏將圖江左，大造舟艦於蜀，并運糧青泥，廣達與錢道戢等將兵掩襲，縱火焚之。以功增封并前二千戶，仍還本鎮。廣達為政簡要，推誠任下，吏民便之。及秩滿，皆詣闕表請，於是詔留二年。五年，眾軍北伐，略淮南舊地，廣達與齊軍會於大峴，大破之，斬其敷城王張元範，虜獲不可勝數。進克北徐州，乃授都督北徐州諸軍事、北徐州刺史。尋加散騎常侍，入為右衛將軍。八年，出為北兗州刺史，遷晉州刺史。十年，授使持節、都督合霍二州諸軍事，進號仁威將軍、合州刺史。十一年，周將梁士彥將兵圍壽春，詔遣中領軍樊毅、左衛將軍任忠等分部趣陽平、秦郡，廣達率眾入淮，為掎角以擊之。周軍攻陷豫、霍二州，南、北兗、晉等各自拔，諸將並無功，盡失淮南之地，廣達因免官，以侯還第。十二年，與豫州刺史樊毅率眾北討，克郭默城。尋授使持節、平西將軍、都督郢州以上十州諸軍事，率舟師四萬，治江夏。周安州總管元景將兵寇江外，廣達命偏師擊走之。
7. ↑  《南史·卷六十七·列傳五十七》：太建初，與儀同章昭達入峽口，招定安蜀等諸州鎮。時周圖江左，大造舟艦於蜀，並運糧青泥，廣達與錢道戢等將兵掩襲，縱火焚之，仍還本鎮。廣達為政簡要，推誠任下，吏人便之。及秩滿，皆詣闕表請，於是詔申二年。五年眾軍北伐，略淮南舊地，廣達與齊軍會於大峴，大破之，斬其敷城王張元範。進克北徐州。仍授北徐州刺史。十年，授都督、合州刺史。十一年，周將梁士彥圍壽春，詔遣中領軍樊毅、左衛將軍任忠等分部趣陽平、秦郡，廣達率眾入淮為掎角以擊之。周軍攻陷豫、霍二州，南北兗、晉等各自拔，諸將並無功，盡失淮南之地，廣達因免官，以侯還第。十二年，與南豫州刺史樊毅北討，克郭默城。尋授平西將軍、都督郢州以上七州諸軍事，頓兵江夏。周安州總管元景山征江外，廣達命偏師擊走之。
8. ↑  《陳書》卷5：〔五年〕夏四月癸卯，前巴州刺史魯廣達克齊大峴城……十一月甲戌，淮陰城降。庚辰，威虜將軍劉桃根克朐山城。辛巳，樊毅克濟陰城。己丑，魯廣達等克北徐州……〔十年〕十二月乙亥，合州廬江蠻田伯興出寇樅陽，刺史魯廣達討平之……〔十一年十一月〕景午，新除仁威將軍、右衛將軍魯廣達率眾入淮……〔十二年八月〕癸酉，智武將軍魯廣達克郭默城。
9. ↑  《陳書》卷6：十四年正月甲寅……癸亥……平西將軍魯廣達進號安西將軍……八月……景戌，以使持節、都督緣江諸軍事、安西將軍魯廣達為安左將軍。
10. ↑  《陳書》卷6：至德元年春正月壬寅……安左將軍魯廣達為平南將軍、南豫州刺史……二年春正月丁卯，分遣大使巡省風俗。平南將軍、豫州刺史魯廣達進號安南將軍……六月……甲辰，以安右將軍魯廣達為中領軍。
11. ↑  《陳書·卷三十一·列傳第二十五》：後主即位，入為安左將軍。尋授平南將軍、南豫州刺史。至德二年，授安南將軍，徵拜侍中，又為安左將軍，改封綏越郡公，封邑如前。尋為中領軍。及賀若弼進軍鍾山，廣達率眾於白土崗南置陣，與弼旗鼓相對。廣達躬擐甲冑，手執桴鼓，率勵敢死，冒刃而前，隋軍退走，廣達逐北至營，殺傷甚眾，如是者數四焉。及弼攻敗諸將，乘勝至宮城，燒北掖門，廣達猶督餘兵，苦戰不息，斬獲數十百人。會日暮，乃解甲，面臺再拜慟哭，謂眾曰：「我身不能救國，負罪深矣。」士卒皆涕泣歔欷，於是乃就執。禎明三年，依例入隋。
12. ↑  《南史·卷六十七·列傳五十七》：至德二年，為侍中，改封綏越郡公。尋為中領軍。及賀若弼進軍鍾山，廣達于白土岡置陣，與弼旗鼓相對。廣達躬擐甲胄，手執桴鼓，率勵敢死而進，隋軍退走。如是者數四。及弼乘勝至宮城，燒北掖門，廣達猶督餘兵苦戰不息。會日暮，乃解甲，面台再拜慟哭。謂眾曰：「我身不能救國，負罪深矣。」士卒皆涕泣歔欷，於是就執。禎明三年，依例入隋。
13. ↑  《陳書·卷三十一·列傳第二十五》：廣達愴本朝淪覆，遘疾不治，尋以憤慨卒，時年五十九。尚書令江總撫柩慟哭，乃命筆題其棺頭，為詩曰：「黃泉雖抱恨，白日自流名，悲君感義死，不作負恩生。」總又製廣達墓銘，其略曰：「災流淮海，險失金湯，時屯運極，代革天亡。爪牙背義，介冑無良，獨摽忠勇，率禦有方。誠貫皎日，氣勵嚴霜，懷恩感報，撫事何忘。」初，隋將韓擒虎之濟江也，廣達長子世真在新蔡，乃與其弟世雄及所部奔擒虎，遣使致書，以招廣達，時屯兵京師，乃自劾廷尉請罪。後主謂之曰：「世真雖異路中大夫，公國之重臣，吾所恃賴，豈得自同嫌疑之間乎？」加賜黃金，即日還營。
14. ↑  《南史·卷六十七·列傳五十七》：廣達追愴本朝淪覆，遘疾不療，尋以憤慨卒。尚書令江總撫柩慟哭，乃命筆題其棺頭，為詩曰：「黃泉雖抱恨，白日自留名，悲君感義死，不作負恩生。」又制廣達墓銘，述其忠概。初，隋將韓擒濟江，廣達長子世真在新蔡，乃與其弟世雄及所部奔擒，擒遣使致書招廣達。廣達時屯兵都下，乃自劾廷尉請罪，後主謂曰：「世真雖異路中大夫，公國之重臣，吾所恃賴，豈得自同嫌疑之間乎？」加賜黃金，即日還營。

## 延伸阅读
[在维基数据编辑]
 《陳書/卷31》，出自姚思廉《陳書》